# Grete Ingeborg Nykkelmo
Grete Ingeborg Nykkelmo, född den 25 december 1961, är en norsk före detta skidskytt och längdåkare. Nykkelmo tävlade i båda grenarna mellan åren 1982 och 1991. 
Nykkelmo hade under sin karriär två framgångsrika år. Dels i 1985 vid VM i Seefeld in Tirol där hon tog hela fyra medaljer. Varav guld på 20 kilometer. Dessutom var hon med i det norska stafettlag som slutade tvåa efter Sovjetunionen.
Det andra framgångsrika året var 1991 då Nykkelmo tog tre medaljer vid VM i Lahtis i skidskytte, varav guld i sprint.